# Fauteuils d'orchestre
Pour plus de détails, voir Fiche technique et Distribution.
Fauteuils d'orchestre est un film français réalisé par Danièle Thompson, sorti en 2006.

## Synopsis
Avec le fil rouge d'une jeune serveuse provinciale et autour du théâtre des Champs-Élysées à Paris, plusieurs personnages font basculer leur vie : un riche homme d'affaires liquide sa collection d'art moderne chez Drouot ; une comédienne populaire qui répète au théâtre rêve d'interpréter Simone de Beauvoir ; un pianiste préparant son concert étouffe dans ses conventions ; la concierge part à la retraite…

## Fiche technique
- Titre : Fauteuils d'orchestre
- Titre anglais : Orchestra Seats
- Titre au Canada et aux États-Unis : Avenue Montaigne
- Réalisation : Danièle Thompson
- Scénario : Christopher Thompson et Danièle Thompson
- Productrice : Christine Gozlan
- Sociétés de production : Thelma Films, Studiocanal, Radis Films et TF1 Films Productions
- Budget : 8 millions d'euros[1]
- Soutiens à la production : Canal+, CinéCinéma, région Ile-de-France, Nexus Factory et Alizé Art Consulting
- Sociétés de distribution : Mars Distribution ( France), StudioCanal UK ( Royaume-Uni) Frenetic Films (de) ( Suisse), NOS Audiovisuais (pt)( Portugal), Tobis Film (de)( Autriche et  Allemagne), Grupo Estação (pt)( Brésil)ThinkFilm (en)( États-Unis) et Seville Pictures ( Canada)

- Box-office France : 1.966.090 entrées
- Box-office Europe : 2 458 441 entrées[2]
- Musique originale et direction d'orchestre : Nicola Piovani
- Production musicale : Cristina Piovani
- Supervision Musicale : Valérie Lindon (pour Ré Flexe Music)
- Ingénieur du son Orchestre : Fabio Venturi
- Photographie : Jean-Marc Fabre
- Montage : Sylvie Landra
- Casting : Stéphane Foenkinos
- Décors : Michèle Abbe-Vannier
- Costumes : Catherine Leterrier
- Ingénieur du son : Michel Kharat
- Régie : François Menny
- Effets visuels numériques : Duran Duboi et Duboicolor
- Postproduction : Laboratoires Eclair
- Pays d'origine :  France
- Format : couleur - 1,85:1 - 35 mm - CinemaScope
- Son : Dolby Digital - DTS
- Langues : français, anglais et japonais
- Genre : comédie dramatique, film choral
- Durée : 106 minutes
- Dates de sortie :
  - 21 janvier 2006 (festival de L'Alpe d'Huez)
  - 15 février 2006 (France)
  - 8 mars 2006 (Belgique)
  - 4 septembre 2009 (DVD)
  - 9 novembre 2009 (VOD)
- Visa d'exploitation n° 112436

## Distribution
- Cécile de France : Jessica
- Valérie Lemercier : Catherine Versen, la comédienne populaire
- Albert Dupontel : Jean-François Lefort, le pianiste virtuose
- Laura Morante : Valentine, la femme et manager de Jean-François
- Claude Brasseur : Jacques Grumberg, le riche homme d'affaires
- Christopher Thompson : Frédéric Grumberg, le fils de Jacques
- Dani : Claudie, la concierge
- Annelise Hesme : Valérie, la jolie fille qui séduit les Grumberg
- François Rollin : Marcel, du « Bar des Théâtres »
- Sydney Pollack : le réalisateur américain, Brian Sobinski
- Daniel Benoin : Daniel Bercoff, le directeur
- Françoise Lépine : Magali Garrel, la collaboratrice de Sobinski pour le casting
- Michel Vuillermoz : Félix, l'acteur dans la pièce de Feydeau
- Guillaume Gallienne : Pascal, l'agent de Catherine
- Christian Hecq : Grégoire, le metteur-en-scène du Feydeau, ex-mari de Catherine
- Suzanne Flon : la grand-mère de Jessica
- Julia Molkhou : Margot
- Simon de Pury : le commissaire priseur
- Kaori Tsuji : la journaliste japonaise
- Laurent Petitgirard : le chef d'orchestre
- Sigolène Vinson : la vendeuse Ungaro
- Marc Rioufol : Claude Mercier
- Laurent Mouton : Serge
- Werner Küchler : Werner
- Michèle Brousse : la dame-pipi
- Ève Ruggieri : elle-même
- Serge Bento : Le groupie
- Sabrina Ouazani : Rachida